# Loxocera
Loxocera är ett släkte av tvåvingar. Loxocera ingår i familjen rotflugor.

## Bildgalleri

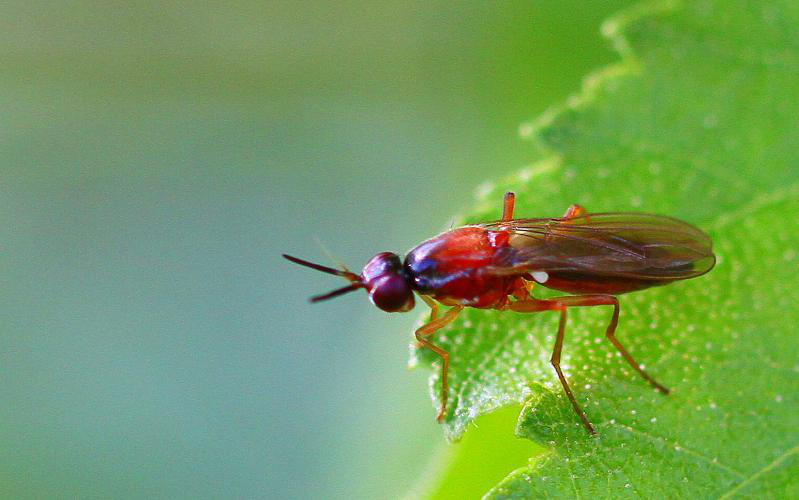

## Dottertaxa tillLoxocera, i alfabetisk ordning[1][2]
- Loxocera achaeta
- Loxocera africana
- Loxocera albiseta
- Loxocera algerica
- Loxocera aristata
- Loxocera bifida
- Loxocera brevibuccata
- Loxocera brevipila
- Loxocera brunneifrons
- Loxocera burmanica
- Loxocera chinensis
- Loxocera collaris
- Loxocera cylindrica
- Loxocera decorata
- Loxocera derivata
- Loxocera dispar
- Loxocera femoralis
- Loxocera formosana
- Loxocera freidbergi
- Loxocera fulviventris
- Loxocera fumipennis
- Loxocera ghesquierei
- Loxocera glabra
- Loxocera glandicula
- Loxocera hoffmannseggi
- Loxocera humeralis
- Loxocera ichneumonea
- Loxocera ignyodactyla
- Loxocera insolita
- Loxocera kambaitiensis
- Loxocera laevis
- Loxocera lateralis
- Loxocera limpida
- Loxocera lutulenta
- Loxocera macrogramma
- Loxocera maculipennis
- Loxocera malaisei
- Loxocera manifestaria
- Loxocera matsumurai
- Loxocera michelseni
- Loxocera microps
- Loxocera monstrata
- Loxocera nervosa
- Loxocera nigrifrons
- Loxocera ojibwayensis
- Loxocera omei
- Loxocera perstriata
- Loxocera pilipleura
- Loxocera pisaeus
- Loxocera pleuralis
- Loxocera primigena
- Loxocera quadrilinea
- Loxocera rufa
- Loxocera seyrigi
- Loxocera sylvatica
- Loxocera vittipleura